# ムルデカ会館
ムルデカ会館（インドネシア語: Gedung Merdeka）は、インドネシアのバンドンにある歴史的建築。1955年にアジア・アフリカ会議の会場となり、1960年代の政治的混乱期にはインドネシア議会の議場となったこともある。現在はアジア・アフリカ会議関連の資料を展示する博物館となっている。ムルデカは「独立」という意味である。

## 歴史
ムルデカ会館の前身となるのは1895年に建設された「ソシエテ・コンコーディア」と呼ばれる建物である。バンドンの上流階級が集う娯楽施設として設計され、宴会ホール、レストラン、カフェなどを備えていた。1926年、規模を拡大して建て替えられ、当時流行していたアールデコの華麗な建物が建設された。1940年には東側にストリームライン・モダンの増築部が完成した。
日本占領時期のインドネシアでは「大東亜会館」と呼ばれ、文化施設として運営された。第二次世界大戦後のインドネシア独立戦争中はバンドンにおける独立派の拠点となった。1949年のインドネシア独立後は娯楽施設としての使用が再開された。1954年、アジア・アフリカ会議の会場となることが決定し、改修工事が実施され正式名称をムルデカ会館に変更した。

## ギャラリー

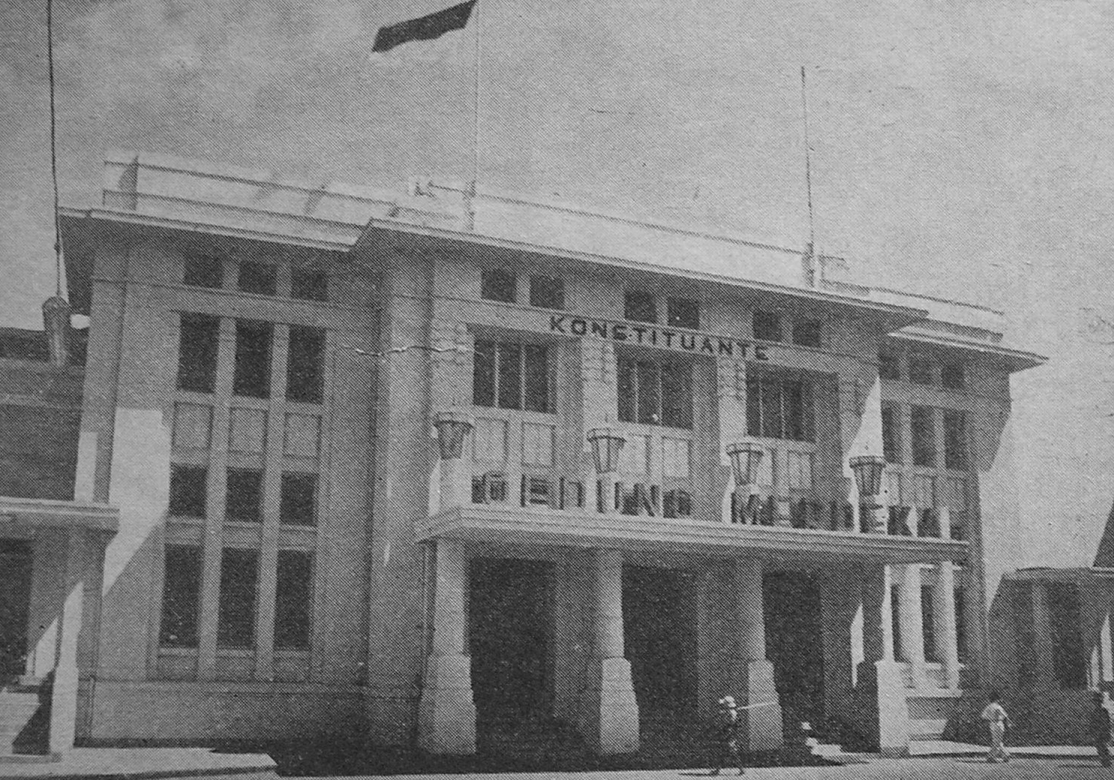
戦前のムルデカ会館
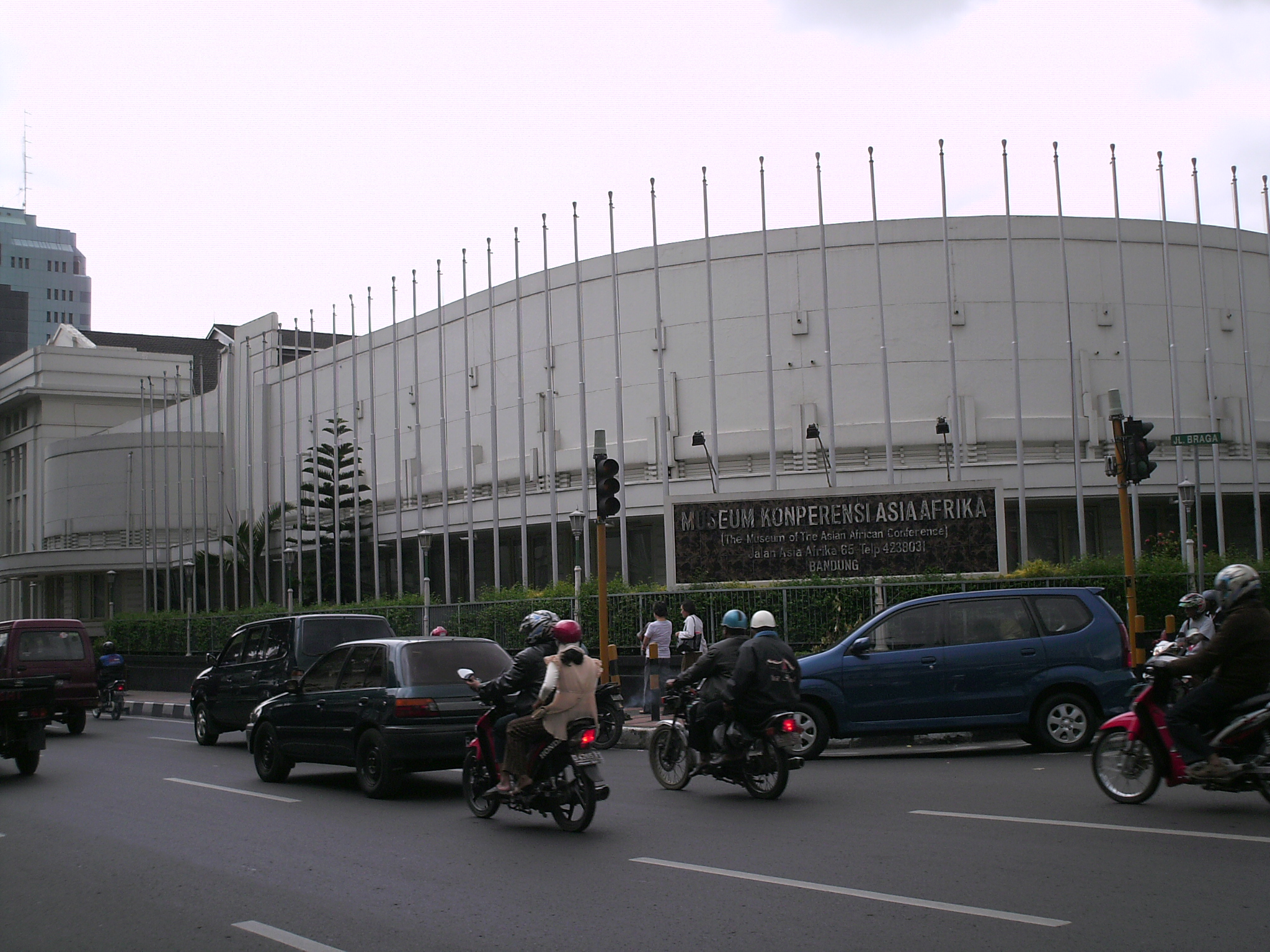
交差点から
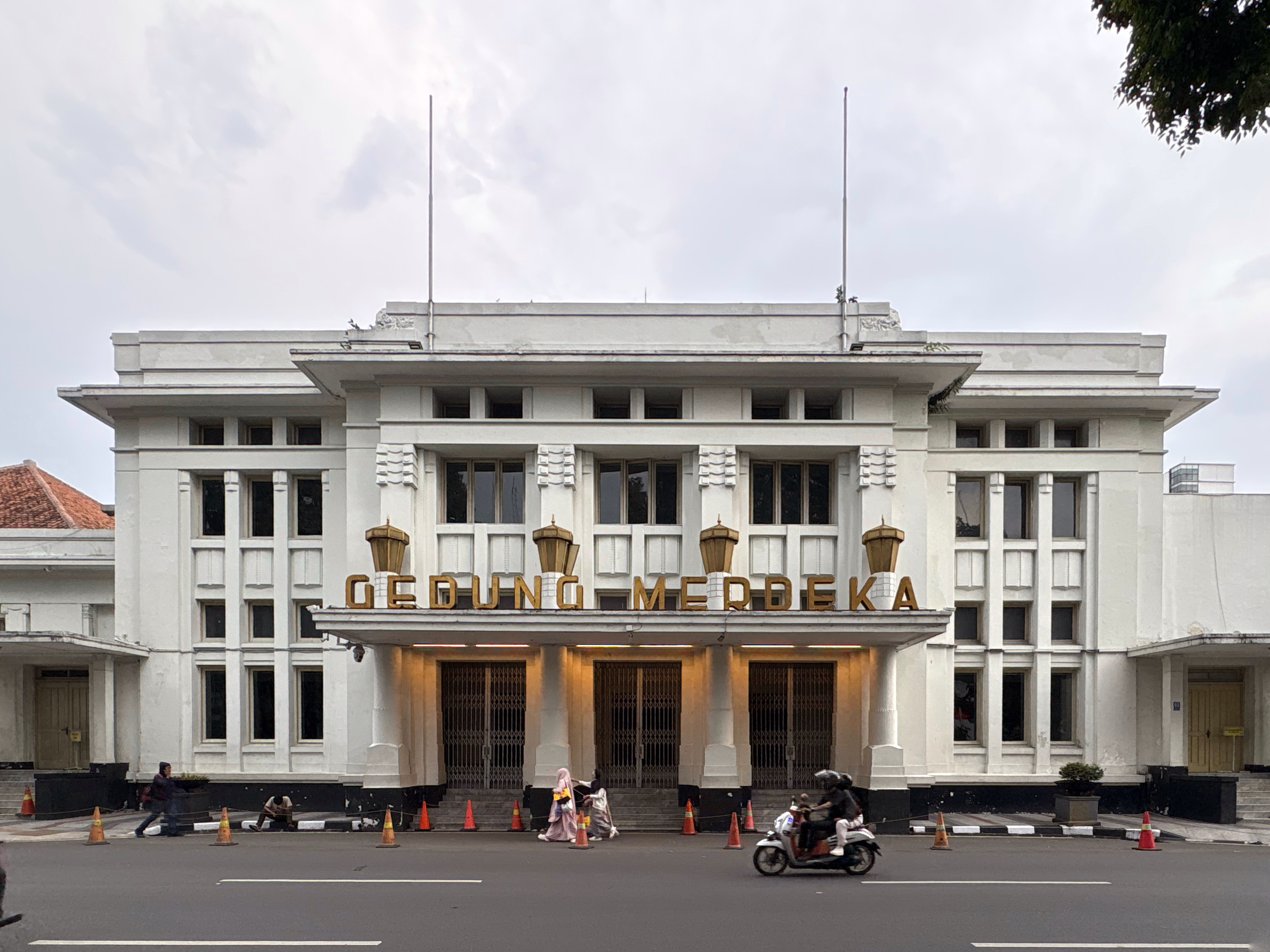
本館ファサード
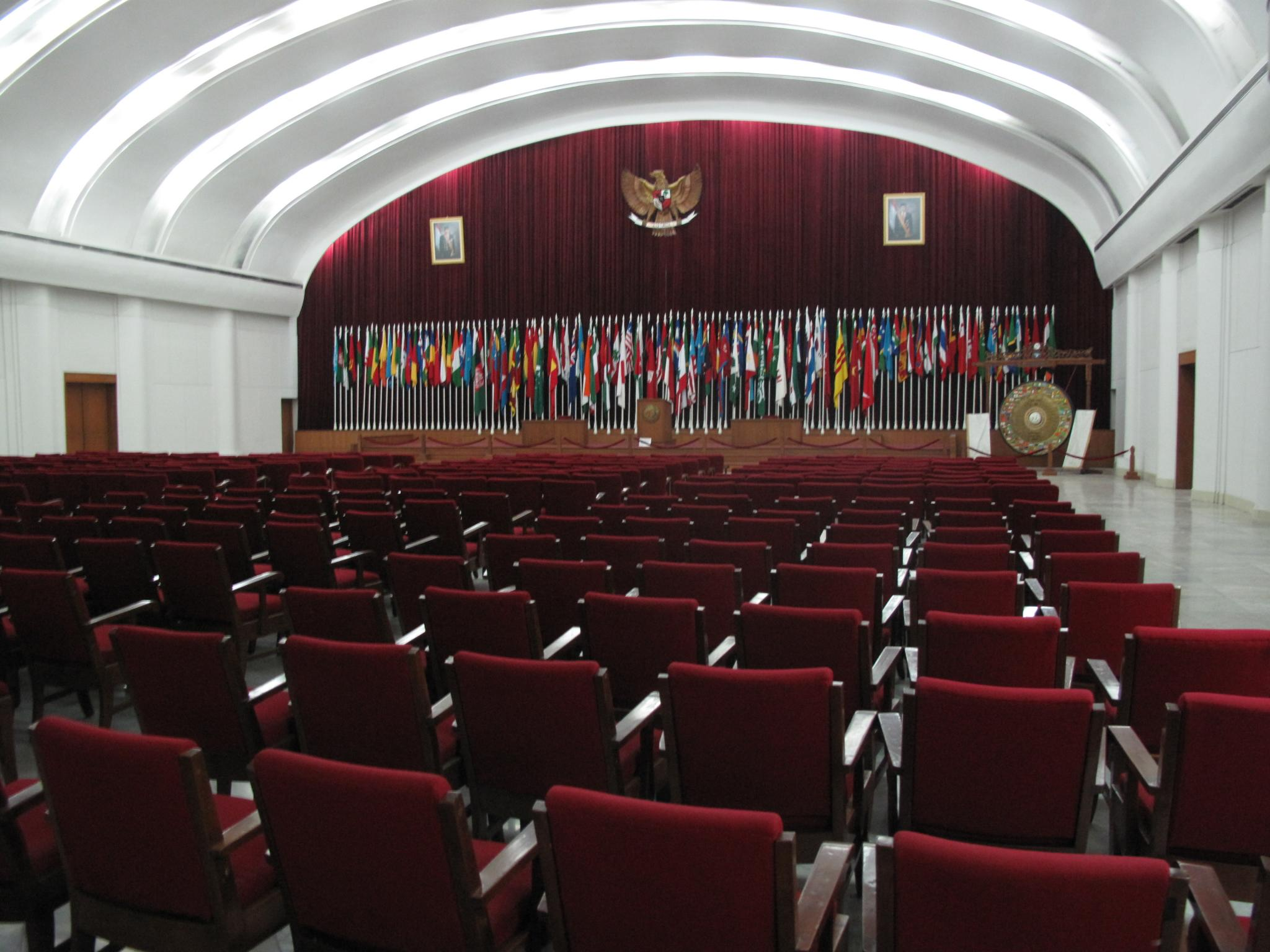
ホール